# Lewald
Lewald är en udde i Antarktis. Den ligger i Östantarktis. Australien gör anspråk på området.
Terrängen inåt land är platt norrut, men åt sydväst är den kuperad. Havet är nära Lewald åt nordost. Trakten är obefolkad. Det finns inga samhällen i närheten.